# 高槻市立第六中学校
高槻市立第六中学校（たかつきしりつ だいろくちゅうがっこう）は、大阪府高槻市永楽町にある公立中学校。略称は六中、高槻六中、高六など。

## 概要
高槻市の南東部、商業地・新興住宅地・農村部などが混在した地域を校区としている。学校は東海道新幹線の線路近くに位置し、新幹線の騒音対策が施されている。
地域の宅地開発に伴う生徒数増加に伴い、1963年に高槻市立第一中学校から分離開校する形で創立した。その後も生徒数が増加して学校規模が過大となったため、当校から高槻市立第八中学校・高槻市立第十中学校・高槻市立五領中学校・高槻市立冠中学校の4中学校を分離開校させている。

## 沿革
- 1963年4月1日 - 高槻市立第六中学校として開校。高槻市立第一中学校を仮校舎とする。
- 1964年2月1日 - 現在地に校舎完成、移転。この日を創立記念日とする。
- 1971年4月1日 - 高槻市立第八中学校を分離。
- 1972年4月1日 - 高槻市立第十中学校を分離。
- 1974年4月1日 - 高槻市立五領中学校を分離。
- 1978年 - 東海道新幹線の騒音対策として、送風・換気装置が設置される。
- 1980年4月1日 - 高槻市立冠中学校を分離。
- 1995年 - 高槻市教育委員会より、コンピュータ教育の研究校に指定される（1996年度までの2年間）。
- 1999年 - 文部省から、小・中・地域連携研究校の指定を受ける（2001年度までの3年間）。
- 2000年5月 - スクールカウンセラーを配置
- 2002年4月 - 学校評議員を設置。
- 2002年4月 - 高槻市教育委員会より、道徳教育の研究校に指定される（2003年度までの2年間）。
- 2004年8月 - 全普通教室にエアコンを設置。
- 2005年4月 - 高槻市教育センターから「学校教育推進モデル校」に指定される（2006年度までの2年間）。
- 2006年4月 - 2学期制を試行導入（高槻市のモデル校となる）。
- 2007年4月 - 2学期制を本格導入（高槻市立小中学校ではこの年から一斉導入）。

## 通学区域
- 高槻市立北大冠小学校、高槻市立松原小学校、高槻市立大冠小学校の通学区域。

## 交通
- 高槻市営バス　六中前バス停。
- 阪急京都線 高槻市駅 東へ約1.9km。
- 東海道本線（JR京都線） 高槻駅 南東へ約2.5km。

## 備考
- 初代の校歌は校庭の真横を通り、本校の創立と同時期に開業した新幹線を讃える歌詞であったが、騒音問題が顕在化し、新幹線に反対する立場から校歌が変更された。初代の校歌は六中生徒歌として残っている。